# 陳柏諺
陳柏諺（2006年10月29日—），台灣帕拉桌球運動員，是台灣在2024年夏季帕拉林匹克運動會中最年輕的選手，參賽時年僅17歲。